# Sowjetarmee-Pokal 1947
Der Sowjetarmee-Pokal 1947 war die siebte Austragung des Pokalwettbewerbs im Fußball in Bulgarien. Pokalsieger wurde Titelverteidiger PSK Lewski Sofia. Das Team setzte sich im Finale gegen Botew Plowdiw durch.

## Modus
Außer dem Halbfinale wurde der Sieger in einem Spiel ermittelt. Stand es nach der regulären Spielzeit von 90 Minuten unentschieden, kam es zur Verlängerung von zweimal 15 Minuten. Falls danach immer noch kein Sieger feststand, wurde das Spiel wiederholt.

## Teilnehmer
Die zehn regionalen Pokalsieger:
| - Botew-Junak Nowa Sagora - Botew Plowdiw - FC Christo Michailow Montana - Law Dupniza - SK Lewski Sofia | - Lewski-Burgas 45 Burgas - Lok Gorna Orjachowiza - Julij Dermendschiew Gorna Dschumanja - Spartak Dobritsch - Dunawez Trnak |

## 1. Runde
|                         | Ergebnis  |                         |
| ----------------------- | --------- | ----------------------- |
| Lewski-Burgas 45 Burgas | 2:1       | Botew-Junak Nowa Sagora |
| SK Lewski Sofia         | 1:1 n. V. | Law Dupniza             |

### Wiederholungsspiel
|                 | Ergebnis |             |
| --------------- | -------- | ----------- |
| SK Lewski Sofia | 3:1      | Law Dupniza |

## Viertelfinale
|                                      | Ergebnis  |                       |
| ------------------------------------ | --------- | --------------------- |
| Julij Dermendschiew Gorna Dschumanja | 1:6       | SK Lewski Sofia       |
| FC Christo Michailow Montana         | 1:2       | Lok Gorna Orjachowiza |
| Lewski-Burgas 45 Burgas              | 0:1 n. V. | Botew Plowdiw         |
| Dunawez Trnak                        | 0:3       | Spartak Dobritsch     |

## Halbfinale
|                   | Gesamt |                       | Hinspiel | Rückspiel |
| ----------------- | ------ | --------------------- | -------- | --------- |
| SK Lewski Sofia   | 7:2    | Lok Gorna Orjachowiza | 5:0      | 2:2       |
| Spartak Dobritsch | 2:4    | Botew Plowdiw         | 2:2      | 0:2       |

## Finale
| Paarung          | PSK Lewski Sofia – Botew Plowdiw |
| Ergebnis         | 1:0 (1:0) |
| Datum            | 1. Mai 1947 |
| Stadion          | Junak-Stadion, Sofia |
| Zuschauer        | 17.000 |
| Schiedsrichter   | Todor Stojanow |
| Tore             | 1:0 Wassil Spassow (37., Elfmeter) |
| PSK Lewski Sofia | Apostol Sokolow – Stefan Metodiew, Ljubomir Petrow, Atanas Dinew – Petar Moskow – Kostantin Georgiew, Borislaw Zwetkow, Wassil Spassow , Georgi Russew, Dimitar Deutschinow, Arsen Dimitrow Cheftrainer: Iwan Radoew |
| Botew Plowdiw    | Georgi Kekemanow – Georgi Sachariew , Nikola Milew – Petar Damtschew, Petar Jonow, Petar Zelujkow – Nikola Lambrew, Atanas Nikolow, Todor Todorow, Najden Tschalakow, Kostadin Angelow Cheftrainer: Wassil Kuzarow   |